# Urubu-da-mata
Urubu-da-mata, urubu-amazónico ou urubu-maior-de-cabeça-amarela (Cathartes melambrotus) é uma ave necrófaga da família dos catartídeos. É uma ave de porte médio, medindo entre 78 e 84 cm  , e pesando entre 1500 e 3200 g, com uma envergadura que pode variar de 1,78 a 2,10 metros.
Pode ser encontrado nos seguintes países: Bolívia, Brasil, Colômbia, Equador, Guiana Francesa, Guiana, Nicarágua, Panamá, Peru, Suriname e Venezuela.
Sua denominação popular "urubu" tem origem no vocábulo tupi urubu, que passou ao português apenas com leves mudanças na pronúncia.
Os seus habitat são florestas subtropicais ou tropicais úmidas de baixa altitude.
A caça do urubu-da-mata é proibida no Brasil, pois essas aves são consideradas importantes para o saneamento, ajudando na decomposição de matéria orgânica.